# Țețchea, Bihor
Țețchea este satul de reședință al comunei cu același nume din județul Bihor, Crișana, România.

## Clădiri istorice
- Castelul Țețchea

## Imagini

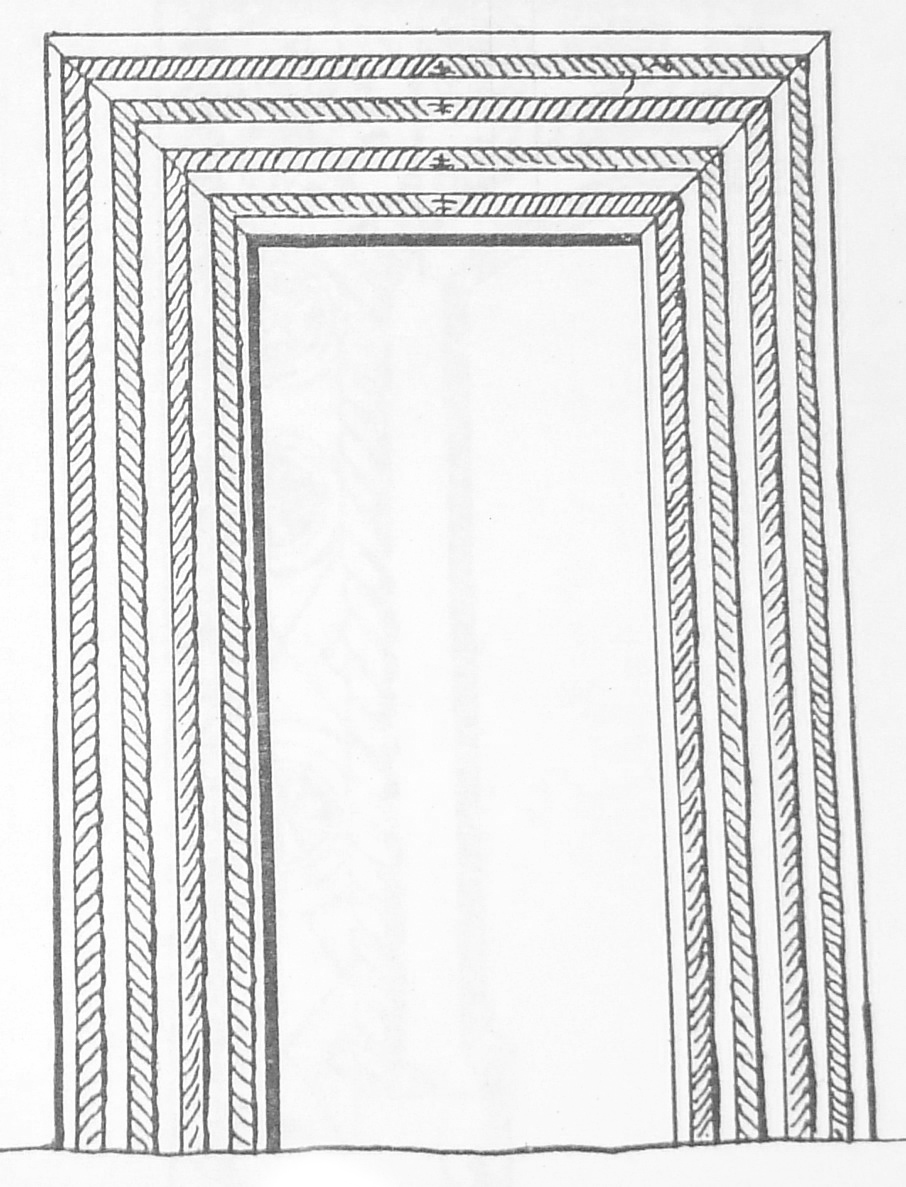
Portalul bisericii de lemn dispărute
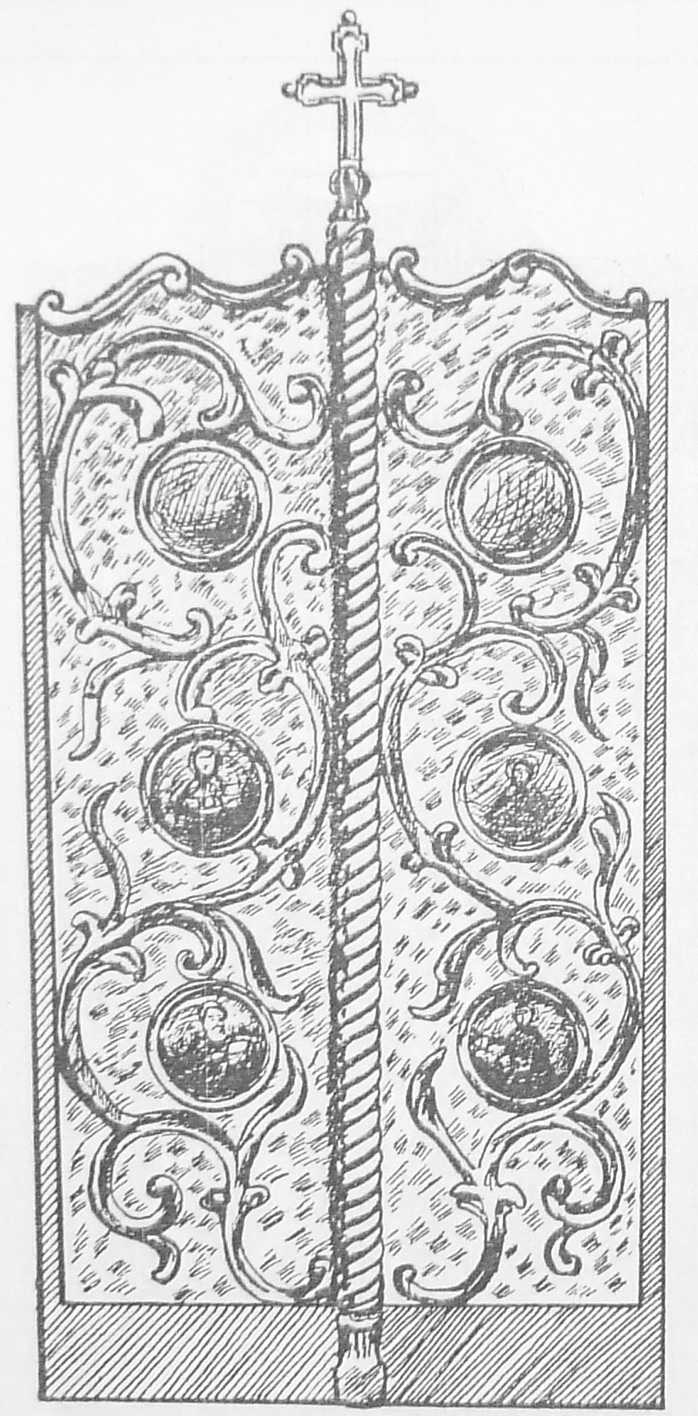
Ușile împărătești ale bisericii de lemn dispărute

 Acest articol despre o localitate din județul Bihor este deocamdată un ciot. Puteți ajuta Wikipedia prin completarea lui.